# Goodyear Tire & Rubber Company
La Goodyear Tire & Rubber Company è un'azienda statunitense che produce oggetti in gomma.
È la quarta azienda al mondo per fatturato nel settore degli pneumatici.

## Storia
L'azienda è stata fondata il 29 agosto 1898 ad Akron nell'Ohio da Frank Seiberling; il nome fu scelto in onore dell'inventore Charles Goodyear che ideò la gomma vulcanizzata, anche se l'azienda non era direttamente collegata a lui.
Dal 1916 la Goodyear iniziò a coltivare la propria gomma a Sumatra e nelle Filippine.
La produzione decollò negli anni '20, e nel solo 1929 furono realizzati 23 milioni di pneumatici in sette stabilimenti (situati negli USA, in Canada, in Australia e nel Regno Unito), con un utile netto di 25,6 milioni di dollari dell'epoca. In quegli anni, l'azienda consumava circa 1/6 della gomma usata globalmente. All'epoca la Goodyear era inoltre tra i maggiori costruttori di aeronavi al mondo.
Dal 1924 l'azienda fu attiva in ambito aeronautico con la Goodyear Aircraft Company, che produceva anche aerei sperimentali, come il Goodyear Inflatoplane. La divisione fu ceduta alla Loral nel 1987.
L'azienda produceva inoltre cotone, coltivato in Arizona.
Nel 1966 rilevò l'azienda tedesca di pneumatici Fulda. Nel 1999, Goodyear acquisì la società britannica Dunlop, tranne il comparto aeronautico Dunlop Aircraft Tyres.
Oggi Goodyear è presente nel mondo con 80 stabilimenti distribuiti in 28 paesi e impiega 80 000 dipendenti; possiede 4 centri di ricerca e sviluppo (due in Europa, uno negli Stati Uniti e uno in Giappone) e 7 piste di prova attrezzate.

## Altre attività
Grazie all'invenzione del processo di elasticizzazione della gomma senza romperla di Charles Goodyear (brevettato nel 1839), nel 1844 furono lanciati i "rubbers", i primi profilattici in gomma. Nel 1920 furono prodotti e distribuiti per la massa.
Nel 1889 il chirurgo statunitense William Stewart Halsted commissionò alla fabbrica dei guanti di gomma per proteggere le mani di una sua infermiera allergica ai disinfettanti adoperati in sala operatoria. Questi guanti sarebbero stati successivamente usati dai chirurghi che fino ad allora avevano operato a mani nude.

## Sport

### Formula 1
La Goodyear era la casa produttrice di pneumatici con più presenze e vittorie nel Campionato mondiale di Formula 1.
Dopo alcune partecipazioni con la Scarab nel 1960 e una singola presenza al Gran Premio d'Italia 1964 con la Derrington-Francis, il vero debutto avviene dall'inizio della stagione 1965 prima con la Brabham e via via con le altre squadre. Lo stesso anno arriva la prima vittoria al Gran Premio del Messico con Richie Ginther sulla Honda.
La Goodyear si è ritirata dalla Formula 1 alla fine della stagione 1998.